# Емі Голтон
Емі Голтон (англ. Amy Holton; нар. 5 квітня 1965) — колишня американська тенісистка.
Найвищим досягненням на турнірах Великого шолома було 3 коло в одиночному та парному розрядах.

## Фінали Туру WTA

### Парний розряд (0–2)
| Результат | W-L | Дата     | Турнір          | Покриття | Партнерка           | Суперниці                        | Рахунок  |
| --------- | --- | -------- | --------------- | -------- | ------------------- | -------------------------------- | -------- |
| Поразка   | 0–1 | Лип 1986 | Перуджа, Італія | Ґрунт    | Чілла Бартош-Черепі | Карін Баккум Ніколе Мунс-Ягерман | 4–6, 4–6 |
| Поразка   | 0–2 | Лип 1986 | Берклі, США     | Тверде   | Елна Рейнах         | Бет Герр Алісія Молтон           | 1–6, 2–6 |